# Холмовка (Крым)
Холмо́вка (до 1948 года Заланко́й; укр. Холмівка, крымскотат. Zalanköy, Заланкой) — село в Бахчисарайском районе Республики Крым, в составе Красномакского сельского поселения (согласно административно-территориальному делению Украины — Красномакского сельского совета Бахчисарайского района Автономной Республики Крым).

## Население
| 2001 | 2014  |
| ---- | ----- |
| 2405 | ↘2234 |

Всеукраинская перепись 2001 года показала следующее распределение по носителям языка
| Язык             | Процент |
| ---------------- | ------- |
| русский          | 50.64   |
| крымскотатарский | 29.44   |
| украинский       | 16.92   |
| другие           | 0.17    |

### Динамика численности
| - 1805 год — 107 чел. - 1864 год — 151 чел. - 1886 год — 178 чел. - 1887 год — 253 чел. - 1892 год — 226 чел. - 1902 год — 226 чел. - 1915 год — 194/51 чел. | - 1926 год — 386 чел. - 1939 год — 450 чел. - 1989 год — 1956 чел. - 2001 год — 2405 чел. - 2009 год — 2345 чел. - 2014 год — 2234 чел. |

## Современность
В Холмовке 32 улицы и 1 переулок, площадь, занимаемая селом, 141,8 гектара, на которой в 721 дворе, по данным сельсовета на 2009 год, числилось 2345 жителей. Ранее входило в состав колхоза «Украина», сейчас ООО Агрофирма «Украина», есть Дом культуры, средняя общеобразовательная школа, детский сад «Солнышко», амбулатория, библиотека, почта, действуют: Свято-Николаевский мужской монастырь, мечеть «Заланкой джамиси» и мусальманское культовое здание «Хакъ ёлу», имеются магазины, учреждения по организации туризма и отдыха. Холмовка связана автобусным сообщением с Бахчисараем, Севастополем и Симферополем.

## География
Холмовка расположена на юго-западе района, у границы района — находящееся в 200-х метрах к западу село Фронтовое относится уже к Севастополю. Холмовка раскинулась на левом берегу реки Бельбек в среднем течении, в начале северо-западных склонов Второй Гряды Крымских гор, высота центра села над уровнем моря 91 м. К востоку от села (в 5 км) находятся популярные туристические объекты — исторические памятники пещерный город Эски-Кермен, средневековый замок Кыз-Куле, храмы Донаторов и Трёх Всадников.
Расстояние от села до райцентра около 19 километров, ближайшая железнодорожная станция — платформа 1509 километр — в 2,5 километрах и станция Верхнесадовая в 6 км. Соседние сёла: Фронтовое (300 м) и Красный Мак — примерно в 4 км. Транспортное сообщение осуществляется по региональной автодороге 35Н-066 Верхнесадовое — Фронтовое — Красный Мак (по украинской классификации — С-0-10228).

## История

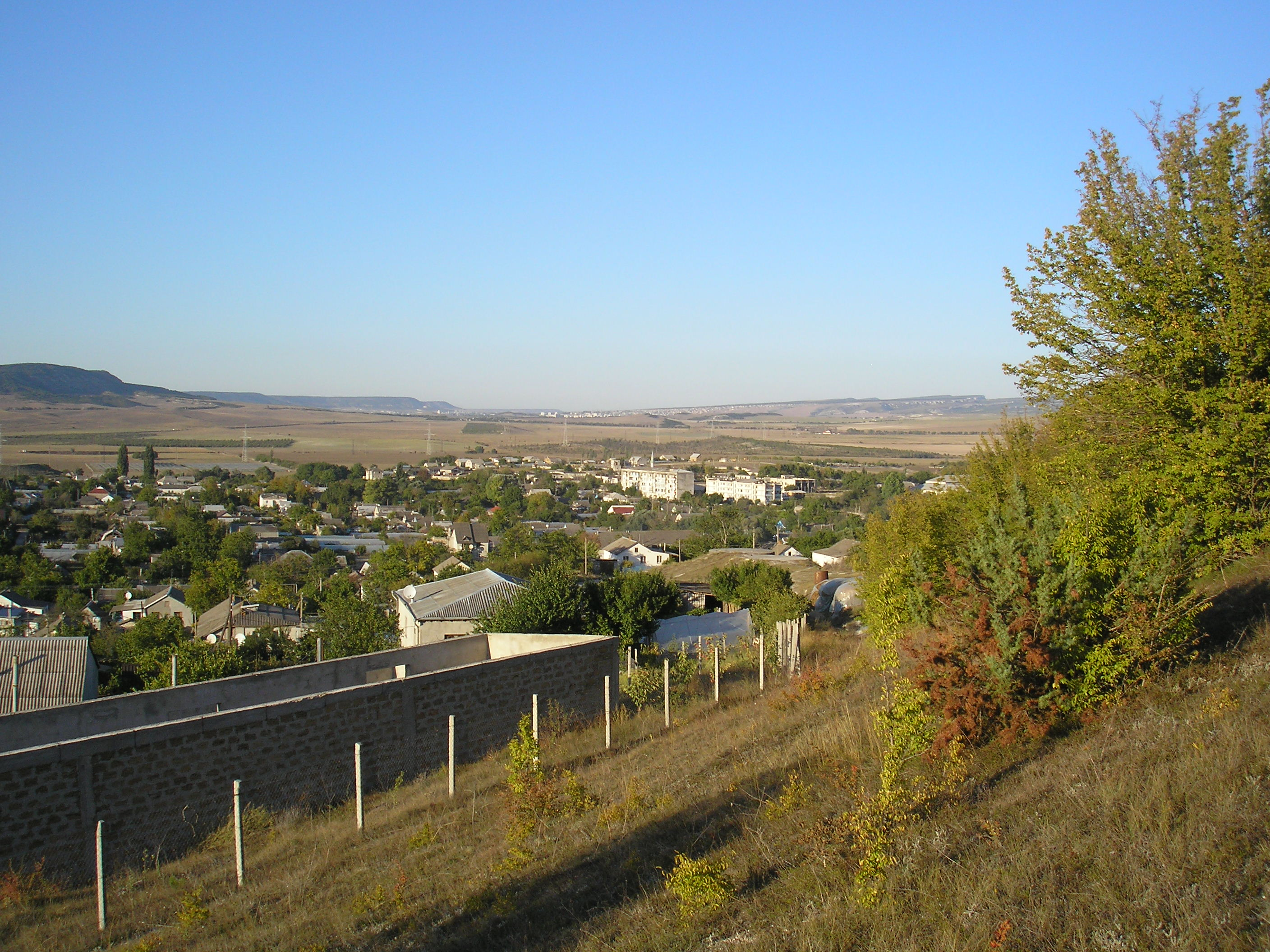

Историческое название Холмовки — Заланкой, (есть версия, что с крымскотат.  Залын переводится как тиран, кой — село, то есть село тирана). Опубликованных исторических сведений по ранней истории Заланкоя нет, известно только, что входил он во владения княжества Феодоро. После
падения Мангупского княжества в 1475 году, село должно было входить в состав Мангупского кадылыка санджака Кефе (до 1558 года, в 1558—1774 годах — эялета) Османской империи, но документальных подтверждений этому пока нет.
Впервые упоминается в Камеральном описании Крыма 1784 года, как деревня Зал Ага бакчи-сарайскаго каймаканства Мангупскаго кадылыка. После присоединения Крыма к России (8) 19 апреля 1783 года, (8) 19 февраля 1784 года, именным указом Екатерины II сенату, на территории бывшего Крымского Ханства была образована Таврическая область и деревня была приписана к Симферопольскому уезду. После Павловских реформ, с 1796 по 1802 год, входила в Акмечетский уезд Новороссийской губернии. По новому административному делению, после создания 8 (20) октября 1802 года Таврической губернии, Заланкой был включён в состав Чоргунской волости Симферопольского уезда.
По Ведомости о всех селениях в Симферопольском уезде состоящих с показанием в которой волости сколько числом дворов и душ… от 9 октября 1805 года в деревне Залагана числилось 23 двора со 107 крымскими татарами. На военно-топографической карте генерал-майора Мухина 1817 года в Заланкое обозначено 28 дворов. После реформы волостного деления 1829 года Заланкой, согласно «Ведомости о казённых волостях Таврической губернии 1829 года», включили в состав Дуванкойской волости (преобразованной из Чоргунской). На карте 1836 года в деревне 36 дворов, как и на карте 1842 года. Во время Крымской войны, после оставления Севастополя в августе 1855 года, в русле действий по предотвращению проникновения войск противника во внутренние районы Крыма, у селения Заланкой были размещены 4 эскадрона Киевскиого гусарского полка.
В 1860-х годах, после земской реформы Александра II, деревню приписали к Каралезской волости. Согласно «Списку населённых мест Таврической губернии по сведениям 1864 года», составленному по результатам VIII ревизии 1864 года, Заланкой (или Заланкой) — владельческая татарская деревня с 28 дворами, 151 жителем, мечетью и водяной мельницей при реке Бельбеке. По обследованиям профессора А. Н. Козловского начала 1860-х годов, селение обеспечивалось водой из реки и многочисленных родников. На трёхверстовой карте Шуберта 1865—1876 года в деревне обозначено 22 двора. На 1886 год в деревне, согласно справочнику «Волости и важнѣйшія селенія Европейской Россіи», проживало 178 человека в 29 домохозяйствах, действовала мечеть. В «Памятной книге Таврической губернии 1889 года», по результатам Х ревизии 1887 года, в деревне числилось 54 двора и 253 жителя. На верстовой карте 1889—1890 года в деревне 50 дворов с татарским населением.
После земской реформы 1890-х годов деревня осталась в составе преобразованной Каралезской волости. Согласно «…Памятной книжке Таврической губернии на 1892 год», в деревне Заланкой, входившей в Тебертинское сельское общество, числилось 226 жителей в 30 домохозяйствах. 7 домохозяев владели 56,5 десятинами земли, остальные были безземельные<. По «…Памятной книжке Таврической губернии на 1902 год» в деревне Заланкой, входившей в Тебертинское сельское общество, также числилось 226 жителей в 30 домохозяйствах. Известно, что в 1912 году в селе было построено новое здание мектеба — мусульманская начальная школа. По Статистическому справочнику Таврической губернии. Ч.II-я. Статистический очерк, выпуск шестой Симферопольский уезд, 1915 год, в деревне Заланкой на реке Бельбек (на земле Чубукчи) Каралезской волости Симферопольского уезда, числилось 42 двора с татарским населением в количестве 194 человек приписных жителей и 51 — «посторонних», без земли. В хозяйствах имелось 76 лошадей, 4 волов, 35 коров, 45 телят и жеребят и 115 голов мелкого скота и приписанные к ней усадьба Чубукчи, его жена Усние Султан Ханым Чубукчи (Крымтаева) 3 хутора и 10 частных садов.

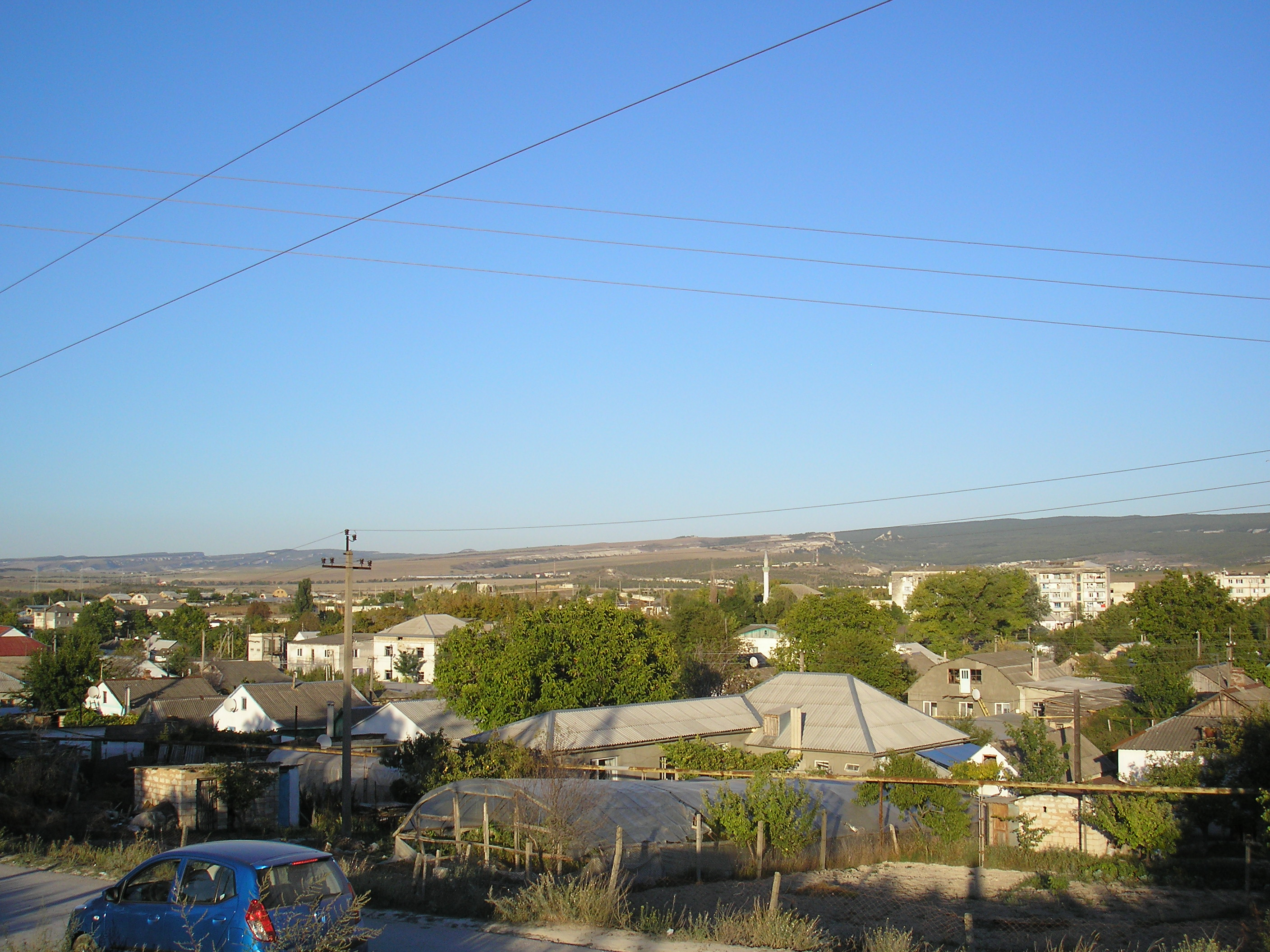

После установления в Крыму Советской власти, по постановлению Крымревкома от 8 января 1921 года была упразднена волостная система и село вошло в состав Симферопольского уезда (округа), а в 1922 году уезды получили название округов. 11 октября 1923 года, согласно постановлению ВЦИК, в административное деление Крымской АССР были внесены изменения, в результате которых был создан Бахчисарайский район и село включили в его состав. Согласно Списку населённых пунктов Крымской АССР по Всесоюзной переписи 17 декабря 1926 года, в селе Заланкой, Биюк-Отаркойского сельсовета Бахчисарайского района, имелось 100 дворов, все крестьянские, население составляло 386 человек (190 мужчин и 196 женщин). В национальном отношении учтено: 319 татар, 54 русских, 1 украинец, 1 записан в графе «прочие», действовала татарская школа. В 1935 году был создан новый Фотисальский район, в том же году (по просьбе жителей), переименованный Куйбышевский куда вошёл Заланкой. По данным всесоюзной переписи населения 1939 года в селе проживало 450 человек.
Известность к селу пришла в годы Великой Отечественной войны, когда осенью 1941 года через него пролегла первая линия укреплений для обороны Севастополя. 15 апреля 1944 года Заланкой освобождён Красной Армией, а уже 18 мая 1944 года, согласно
Постановлению ГКО № 5859 от 11 мая 1944 года, жители села — крымские татары были депортированы в Среднюю Азию. 12 августа 1944 года было принято постановление № ГОКО-6372с «О переселении колхозников в районы Крыма», по которому в район из сёл УССР планировалось переселить 9000 колхозников и в сентябре 1944 года в район приехали первые новоселы (2349 семей) из различных областей Украины, а в начале 1950-х годов, также с Украины, последовала вторая волна переселенцев. С 25 июня 1946 года в составе Крымской области РСФСР. С 25 июня 1946 года Заланкой в составе Крымской области РСФСР. Указом Президиума Верховного Совета РСФСР от 18 мая 1948 года, Заланкой переименован в Холмовку. 26 апреля 1954 года Крымская область была передана из состава РСФСР в состав УССР. Время включения в состав Красномакского сельсовета пока не установлено. Указом Президиума Верховного Совета УССР «Об укрупнении сельских районов Крымской области», от 30 декабря 1962 года Куйбышевский район был упразднён и село присоединили к Бахчисарайскому. По данным переписи 1989 года в селе проживало 1956 человек. С 12 февраля 1991 года село в восстановленной Крымской АССР, 26 февраля 1992 года переименованной в Автономную Республику Крым. С 21 марта 2014 года в составе Крыма аннексирована Россией.